# Ferruccio Bernardini
Ferruccio Bernardini (Arezzo, 26 luglio 1866 – Arezzo, ...) è stato un politico italiano.
Nel 1895 fonda con Angelo Mugnai l'Unione Socialista Aretina.